# Andy Baukol

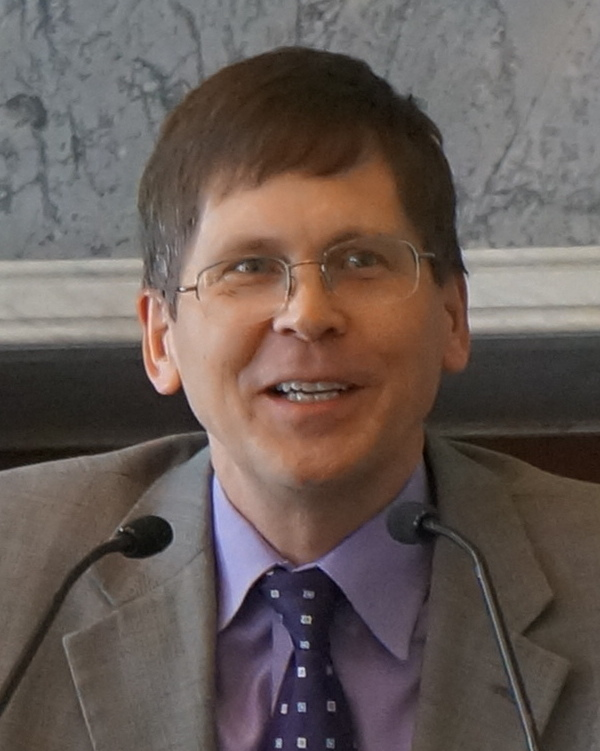
Andy Baukol

Andrew P. Baukol ist ein amerikanischer Berater für Finanzpolitik, der in der ersten Woche der Regierung Biden als amtierender Finanzminister der Vereinigten Staaten fungierte. Baukol war in dieser Funktion tätig, bis Bidens Kandidatin Janet Yellen vom Senat der Vereinigten Staaten bestätigt wurde. Danach wurde er stellvertretender Unterstaatssekretär für internationale Angelegenheiten des Finanzministeriums.

## Ausbildung
Baukol erwarb einen Bachelor of Science an der Walsh School of Foreign Service der Georgetown University und einen Master of Arts in Wirtschaftswissenschaften an der University of Minnesota.

## Karriere
Von 1989 bis 1996 arbeitete Baukol für die Central Intelligence Agency als Wirtschaftsanalyst. Von 2001 bis 2004 war er Senior Advisor beim Internationalen Währungsfonds. Anschließend wechselte Baukol zum Finanzministerium der Vereinigten Staaten, wo er an der Verwaltung der Politik im Kontext des Währungsstabilisierungsfonds beteiligt war. Baukol war auch stellvertretender Hauptstaatssekretär für internationale Währungspolitik. Im Jahr 2021 ernannte der damalige Finanzminister Steven Mnuchin Baukol zum Direktor der Behörde für den Übergang zur Präsidentschaft. Baukol ist aktuell Governor beim IWF für die USA.